# Antonio Bidon da Asti
Antonio Bidon da Asti, dit aussi Antonio Collebaudi ou Antonio Colebault, né vers 1480 à Asti et mort avant 1525, est un compositeur et chanteur italien de la Renaissance, très célèbre à son époque.

## Biographie
Peu d'éléments biographiques nous sont connus. De 1500 à 1502, il est chanteur auprès de la Chapelle de Savoie, puis entre au service de la cour de Ferrare de 1502 à 1516. Avant 1512, il enseigne le chant au célèbre organiste Giulio Segni. Invité par le pape Léon X, il entre à son service à Rome à partir de 1516. Il est décédé avant 1525, selon deux épitaphes posthumes.
Un lien de parenté éventuel avec le compositeur Jachet de Mantoue, dont le patronyme est Jacques Colebault, est supposé, mais non prouvé.

## Œuvre
On ignore tout de ses éventuelles compositions. Une seule nous est parvenue : une voix qu'il a ajouté au Miserere de Josquin des Prés.